# Eucereon bipuncta
Eucereon bipuncta är en fjärilsart som beskrevs av M.Gaede 1926. Eucereon bipuncta ingår i släktet Eucereon och familjen björnspinnare. Inga underarter finns listade i Catalogue of Life.